# Musée de l’Homme

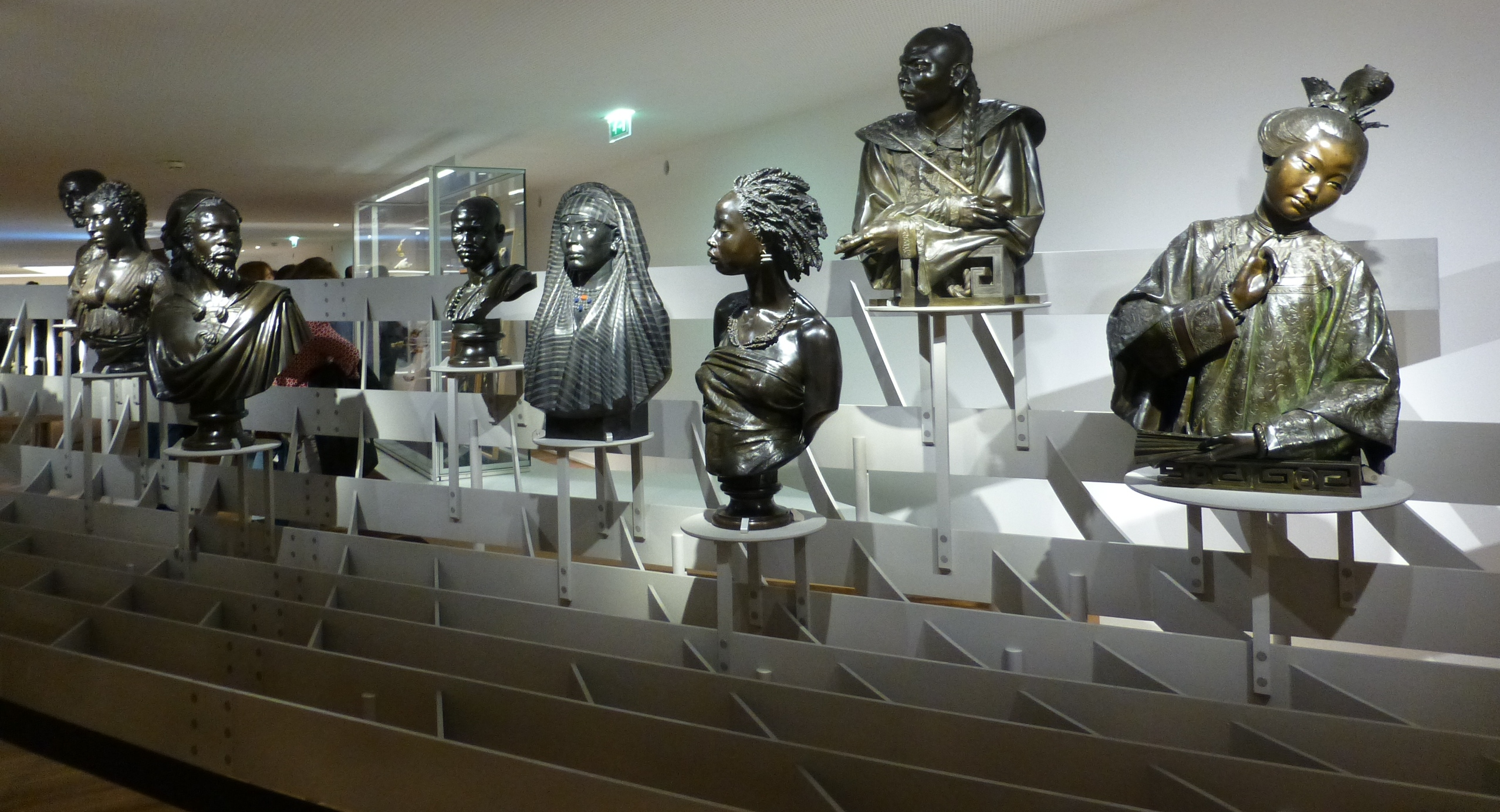
Musée de l’Homme – fragment ekspozycji

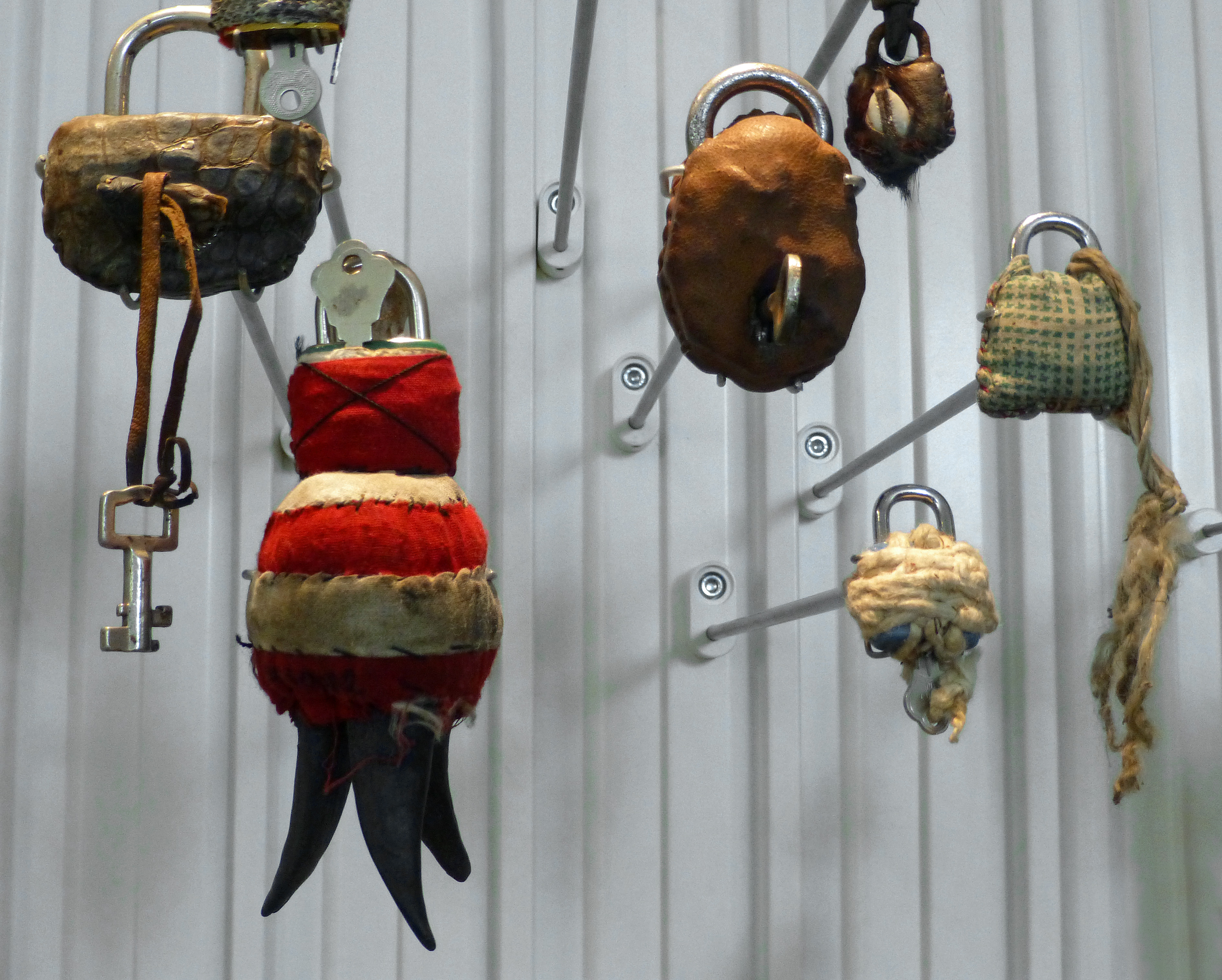
Musée de l’Homme (Muzeum Człowieka) – fragment ekspozycji

Musée de l’Homme (pol. Muzeum Człowieka) – muzeum etnologiczne i antropologiczne oraz prehistorii człowieka w Paryżu, mieści się w Palais de Chaillot. Założone w 1937 roku (otwarte dla publiczności w 1938 r.) przez Paula Riveta z myślą o Międzynarodowej Wystawie Paryskiej „Sztuka i technika w nowoczesnym życiu” (1937, Paryż). Historia Muzeum wywodzi się od Muzeum Etnograficznego (Musée d’Ethnographie du Trocadéro), założonego w 1878 roku.  W pewnej opozycji do Muzeum Etnograficznego, w Muzeum Człowieka przyjęto zasadę kształcenia odbiorców poprzez podkreślanie kontekstu obiektów, bez izolowania ich w przestrzeni muzealnej ze względu na estetykę. Dlatego np. zbiory masek prezentowane były regionami, z towarzyszeniem innych przedmiotów, co miało na celu lepsze rozumienie Innego przez zwiedzających. Zwraca jednak uwagę fakt, że nie uwzględnienie kultury zachodniej w ekspozycji, kieruje twórców Muzeum w stronę mentalności jednak kolonialnej. 
Muzeum liczy ok. 700 tys. zabytków prehistorii i 30 tys. obiektów antropologicznych, wśród nich m.in. mumię inkaską, czaszkę człowieka kromaniońskiego, obiekty reprezentujące różne kultury, a także eksponaty związane z najnowszymi badaniami z dziedziny genetyki i lingwistyki. W 2003 roku, w wyniku decyzji administracyjno-ministerialnych i po burzliwych dyskusjach w środowisku ludzi kultury, dużą część kolekcji (200 tys. obiektów z zakresu antropologii kulturowej Afryki, Azji, Oceanii i obu Ameryk) przejęło Musée du Quai Branly.
W latach 2009–2015 muzeum było nieczynne dla zwiedzających ze względu na gruntowną modernizację budynku oraz nową koncepcję wystawy stałej pt. „Galeria Człowieka”. W ramach przebudowy powstała też przestrzeń badawcza umożliwiająca dostęp do laboratoriów i bibliotek ok. 150 naukowcom.
W zbiorach muzeum znajdują się również obiekty pochodzenia polskiego przekazane w darze przez indywidualnych darczyńców oraz przez polskie muzea (m.in. reprezentacja ceramiki, stroju ludowego, wycinanek, pisanek, fajek itp. z różnych regionów Polski).